# T Cassiopeiae
T Cassiopeiae är en pulserande variabel av Mira Ceti-typ i stjärnbilden Cassiopeja. 
Stjärnan varierar mellan magnitud +6,9 och 13 med en period av 444,83 dygn.